# Callicebus olallae
El tití de los hermanos Ollala (Callicebus olallae) es una especie de primate platirrino, endémico de Bolivia. También se le llama en ocasiones tití del río Beni lo mismo que a la especie Callicebus modestus.
La especie tiene un área de distribución extremadamente restringida, la cual se estima en 400 km². Estudios recientes han revelado que C. olallae se restringe a los fragmentos de bosque aledaños a la rivera del río Yacuma y un asentamiento en la rivera del río Manique, ambos ubicados al sudeste del departamento de Beni a menos de 400 m s. n. m. El rango de distribución se superpone con el de Callicebus modestus, sin embargo, ambos parecen ubicarse en hábitats diferentes.
La especie se encuentra catalogada como en peligro de extinción en la Lista Roja de la UICN debido a su distribución extremadamente restringida (400 km²). Las amenazas son la distribución fragmentada, el deterioro de su hábitat y la caza. Su rango de distribución no hace parte de ningún área protegida.